# پلین آکیل
پلین آکیل (به انگلیسی: Pelin Akil) با نام تولد پلین آکیل آلکان (زاده ۱۹۸۶) بازیگر ترکیه‌ای است. از معروف‌ترین سریالهای او می‌توان به بچه‌های آخر کلاس، شصدی‌ها و کار خانواده اشاره کرد.

## تآترشناسی
- رنت موزیکالی
- ثروت ماریکا

## فیلم‌شناسی
| سال  | فیلم            | نقش    | توضیحات | لاتین            |
| ---- | --------------- | ------ | ------- | ---------------- |
| ۲۰۰۷ | بچه‌های آخر کلاس | زهرا   | سریال   | Arka Sıradakiler |
| ۲۰۱۱ | قانون موش       | بالی   | سریال   | Kurt Kanunu      |
| ۲۰۱۲ | شصدی‌ها          | سچیل   | سریال   | Seksenler        |
| ۲۰۱۲ | سکوت            | نیسان  | سریال   | Suskunlar        |
| ۲۰۱۳ | آب و آتش        | نوپلدا | سینمایی | Su ve Ateş       |
| ۲۰۱۴ | کیزیلما         | زینب   | سریال   | Kızılelma        |
| ۲۰۱۵ | به چه مناسبت    | نیل    | سریال   | Ne Münasebet     |
| ۲۰۱۶ | کار خانواده     | مژده   | سریال   | Aile isi         |
| ۲۰۱۷ | تیم داماد       | سرا    | سینمایی |                  |
| ۲۰۲۴ | چشم چران عمارت  | دیار   | سریال   | Yalı Çapkını     |